# Três Nações 2007
O Três Nações 2007 foi a XII edição do Torneio, a competição esportiva internacional anual de rugby entre a Austrália (Wallabies), Nova Zelândia (All Blacks) e a África do Sul (Springboks).
O torneio foi disputado entre os dias 16 de Junho e 21 de Julho.
Os times se enfrantaram em jogos de ida e volta, vencedora foi a seleção neozelandesa os All Blacks (8º título), ganhando a Copa Bledisloe (contra a Austrália).

## Jogos
| 16 de Junho de 2007 |         |           |                                  |
| África do Sul       | 22 - 19 | Austrália | Newlands Stadium, Cidade do Cabo |
|                     |         |           | Newlands Stadium, Cidade do Cabo |

| 23 de Junho de 2007 |         |               |                            |
| África do Sul       | 21 - 26 | Nova Zelândia | Kings Park Stadium, Durban |
|                     |         |               | Kings Park Stadium, Durban |

| 30 de Junho de 2007 |         |               |                                     |
| Austrália           | 20 - 15 | Nova Zelândia | Melbourne Cricket Ground, Melbourne |
|                     |         |               | Melbourne Cricket Ground, Melbourne |

| 7 de Julho de 2007 |         |               |                         |
| Austrália          | 25 - 17 | África do Sul | Telstra Stadium, Sydney |
|                    |         |               | Telstra Stadium, Sydney |

| 14 de Julho de 2007 |        |               |                            |
| Nova Zelândia       | 33 - 6 | África do Sul | Jade Stadium, Christchurch |
|                     |        |               | Jade Stadium, Christchurch |

| 21 de Julho de 2007 |         |           |                     |
| Nova Zelândia       | 26 - 12 | Austrália | Eden Park, Auckland |
|                     |         |           | Eden Park, Auckland |

## Classificação
| Seleção       | Vitórias | Empates | Derrotas | Pontos a favor | Pontos contra | Pontos +/- | Bonus | Pontos |
| ------------- | -------- | ------- | -------- | -------------- | ------------- | ---------- | ----- | ------ |
| Nova Zelândia | 3        | 0       | 1        | 100            | 59            | +41        | 1     | 13     |
| Austrália     | 2        | 0       | 2        | 76             | 80            | -4         | 1     | 9      |
| África do Sul | 1        | 0       | 3        | 66             | 103           | -37        | 1     | 5      |

Pontuação: Vitória=4, Empate=2, Derrota=0, Bônus para equipe que fizer 4 ou mais tries = + 1, Bônus para equipe que perder por 7 pontos ou menos = + 1.

## Campeã
| Três Nações 2007                              |
| --------------------------------------------- |
| Nova Zelândia (All Blacks) Campeã (8º título) |